# Crossosomatales
Classification APG III (2009)
Ordre
Les Crossosomatales est un ordre de plantes dicotylédones introduit par la classification phylogénétique APG II (2003), qui le structure en trois familles :
- ordre Crossosomatales
famille Crossosomataceae
famille Stachyuraceae
famille Staphyleaceae

L'Angiosperm Phylogeny Website [19 août 2006] suggère d'étendre cet ordre en y introduisant quatre familles additionnelles (Aphloiacées, Geissolomatacées, Ixerbacées et Strasburgériacées) lesquelles n'étaient pas assignées à un ordre en classification phylogénétique APG II (2003), mais étaient rattachées directement au clade des  Rosidées.
La classification phylogénétique APG III (2009) invalide les Ixerbacées qui sont fusionnées aux Strasburgeriaceae, y ajoute les Staphyleaceae, et place cet ordre dans le clade des Malvidées. L'ordre se trouve ainsi composé des sept familles suivantes :
- ordre Crossosomatales Takht. ex Reveal (1993)
famille Aphloiaceae Takht. (1985)
famille Crossosomataceae Engl. (1897)
famille Geissolomataceae A.DC. (1856)
famille Guamatelaceae S.Oh & D.Potter (2006)
famille Stachyuraceae J.Agardh (1858)
famille Staphyleaceae Martinov (1820)
famille Strasburgeriaceae Soler. (1908) (incluant Ixerbaceae Griseb. ex Doweld&Reveal)